# Cantonul Tarare
Cantonul Tarare este un canton din arondismentul Villefranche-sur-Saône, departamentul Rhône, regiunea Rhône-Alpes, Franța.

## Comune
- Affoux
- Ancy
- Dareizé
- Dième
- Joux
- Les Olmes
- Les Sauvages
- Pontcharra-sur-Turdine
- Saint-Appolinaire
- Saint-Clément-sur-Valsonne
- Saint-Forgeux
- Saint-Loup
- Saint-Marcel-l'Éclairé
- Saint-Romain-de-Popey
- Tarare (reședință)
- Valsonne